# Apallates tener
Apallates tener är en tvåvingeart som först beskrevs av Daniel William Coquillett 1900.  Apallates tener ingår i släktet Apallates och familjen fritflugor. Inga underarter finns listade i Catalogue of Life.